# زپو مارکس
زپو مارکس (انگلیسی: Zeppo Marx؛ ۲۵ فوریهٔ ۱۹۰۱ – ۳۰ نوامبر ۱۹۷۹) یک کمدین و هنرپیشه اهل ایالات متحده آمریکا بود.

## گزیدهٔ فیلم‌شناسی
- سوپ مرغاب (۱۹۳۳)
- چرندیات (۱۹۳۲)
- بیسکوییت حیوانی (۱۹۳۰)
- خطر طنز (۱۹۲۱)